# Cherven Tamás
Cherven Tamás (Chizsnye, 1793. január 14. – Besztercebánya, 1876. április 27.) besztercebányai apátkanonok, nagyprépost és püspöki helynök.

## Élete
1812-ben a papi rendbe lépett és 1816-ban fölszentelték; előbb Brogyánban volt nevelő, 1821-ben lett püspöki titkár és szentszéki jegyző, 1828-ban ülnök, 1833-ban oldalkanonok, 1840-ben káptalani fődiakónus, 1847-ben apát, 1861-ben líceumi igazgató, 1865-ben nagyprépost, 1869–1872-ben káptalani és végül 1872-ben püspöki helynök; ő volt a Matica slovenská pénztárnoka.
Születésének évfordulója alkalmából a Matica slovenská kisfilmet készített Cherven Tamás, melyben a Matica slovenska Nemzeti Múzeum igazgatója, dr. Zuzana Pavelcová, Dr. Milica Majeriková-Molitoris és RNDr. Jan Seman.

## Művei
A híres turóczi fakönyv, a nyírfa (betula alba) külső hártyájára irt állítólagos magyar irodalmi emlék tette nevét ismertté; 1839-ben, mint szent-kereszti lelkész, a Stubnyai fürdőben Jezerniczky Istvánnál találta azt, kihez az a Raksányi-család levéltárából került. A m. tud. akadémia kiadta az emléket a Tudománytárban (Uj F. 1840. VIII. k.) Cherven megfejtésével együtt. Az emlék, mely 32 sor írásból áll, 127 nevet tartalmaz, de csak a következő szavak fordulnak elő benne: vitizlő nemeknek, fia, fiai, én és vitiza. Toldy szeme előtt ez emlék az összes maradványok közt leghitelesebbnek és legrégibbnek tűnt föl; de Szabó Károly fejtegetései után valószínű, hogy az egész emlék nem egyéb, mint Bél ábc-je nyomán ügyesen szerkesztett koholmány.